# Phillip Faber
Phillip Faber (født 16. juli 1984 i Næstved) er en dansk komponist og dirigent og tidligere barneskuespiller. Phillip Faber er uddannet komponist fra Kungliga Musikhögskolan i Stockholm. Fra 2013-2023 var Phillip Faber chefdirigent for DR PigeKoret. Derudover har Phillip Faber ageret gæstedirigent for flere af de store danske symfoniorkestre og kor. Udover sit virke, som komponist og dirigent er Phillip Faber en folkekær vært og gæst i flere tv-udsendelser og radioprogrammer bl.a. Den klassiske musikquiz på DR.
Phillip Faber er student fra Aurehøj Gymnasium.

## Virke
Som barn og ung spillede han bl.a. teater på Folketeatret og havde en hovedrolle i musikforestillingen Skatteøen. I 1998 medvirkede han i filmen Bølle Bob baseret på musicalen af samme navn, skrevet af Gunnar Geertsen, hvor han spillede Leslie.
Phillip Faber var chefdirigent for DR Pigekoret fra 2013-2023. I årene under Phillip Faber udviklede DR pigekorets lyd og udtryk sig markant. Den kunstneriske ledelse af koret var under hele perioden et samarbejde mellem Phillip Faber og Anne Karine Prip. Udover sit virke, som dirigent for DR Pigekoret, har Phillip Faber gæstedirigeret DR Vokal ensemblet, Odense Symfoniorkester, Aalborg Symfoniorkester, Aalborg Symfoniorkester, Ensemble MidtVest, DR KoncertKoret og DR UnderholdningsOrkestret m.fl..
I 2016 var Phillip Faber medstifter af Malko Dirigentskolen.
Phillip Faber optræder også som formidler og foredragsholder og har kunnet opleves som dommer i Vidunderbørn på DR1 (2015 og 2017), vært og dirigent på Danmark synger julen ind på DR K (2015 og 2016) og som vært i Den klassiske musikquiz på DRK/DR1/DR2 (fra 2016 og frem).
I 2014 modtog Phillip Faber som den første Arne Hammelboes Rejselegat af Dansk Kapelmesterforening, i 2016 blev han optaget i Kraks Blå Bog, og i 2017 blev han tildelt DR's Sprogpris.
I foråret 2020 havde Faber programmet Morgensang med Phillip Faber, der blev sendt hver morgen på DR under coronavirusepidemien. I maj 2020 lavede han sammen med Mads Steffensen DR1-programmet Fællessang - hver for sig hver fredag.
Programmerne med Morgensang og Fællessang gjorde Phillip Faber landskendt. Morgensang havde i gennemsnit 249.000 seere, mens Fællessang i gennemsnit havde 1.082.000 seere. Han blev bl.a. kendt for opvarmningen med armstræk, hofterul og "underlige ansigter".
Da programmet i august 2020 startede op igen på sin anden sæson var det dog med Kaya Brüel og Ole Kibsgaard som værter, da Faber var tilbage som dirigent for DR PigeKoret. 
I november 2020 udgav Faber bogen Den danske sang med Rikke Hyldgaard som medforfatter.
Bogen gennemgår hans "20 yndlingssange fra den danske sangskat" med faglige og personlige kommentarer.
Den havde fokus på musikken fremfor teksten og ifølge en anmeldelse insisterede Faber frygtløst "på at bringe udfoldede og substantielle beskrivelser af musikken i den danske sangskat" og han benyttede uden tøven "den klassiske musikfaglige terminologi samt nodeeksempler".
Han blev slået til ridder af Dannebrog i 2022.

## Værker
De seneste værker tæller et symfonisk værk til Philippine Philharmonic Orchestra, et Brorson-requiem til Ribe Domkirke og en børneopera til Den Rullende Opera foruden en lang række vokalværker til bl.a. DR PigeKoret, Det Danske Drengekor, Holmens Kirke og Trinitatis Kirkes kor.
Faber har endvidere skrevet underlægnings- og titelmusikken til tv-serien "Grænseland".